# Estación de Báguena
Báguena fue una estación de ferrocarril situada en el municipio español de Báguena, en la provincia de Teruel. Las instalaciones estuvieron operativas entre 1901 y 1985, fecha en que se clausuró el trazado ferroviario de Calatayud-Caminreal. En la actualidad el antiguo complejo se encuentra sin uso.

## Historia
La estación de Báguena entró en servicio en junio de 1901, con la inauguración del tramo Calatayud-Puerto Escandón de la línea que pretendía unir Calatayud con Valencia a través de Teruel y Sagunto. No obstante, el resto del trazado no sería inaugurado en su totalidad hasta 1902. Las obras corrieron a cargo de la Compañía del Ferrocarril Central de Aragón.
En 1941, con la nacionalización de la red ferroviaria de ancho ibérico, la estación pasó a integrarse en la red de RENFE. Sus instalaciones dejaron de prestar servicio con la clausura del tramo Calatayud-Caminreal, el 1 de enero de 1985; con posterioridad, las vías fueron levantadas.